# Iain Duncan Smith
George Iain Duncan Smith, thường được gọi tắt là IDS (sinh 9 tháng 4 năm 1954 tại Edinburgh, Scotland) là một chính khách Anh thuộc Đảng Bảo thủ. Ông đã từng được Thủ tướng Anh David Cameron bổ nhiệm làm Bộ trưởng Ngoại giao về Công việc và Lương hưu Anh từ năm 2010 đến năm 2016, được Thủ tướng Anh Tony Blair bổ nhiệm làm Lãnh đạo phe đối lập từ năm 2001 đến năm 2003. Ông là thành viên đầu tiên được bầu vào Quốc hội tại cuộc tổng tuyển cử năm 1992 với tư cách là Thành viên trong Quốc hội đại diện cho Chingford - mà ông đại diện cho đến khi bãi bỏ bỏ phiếu của cử tri vào năm 1997 - và ông đã đại diện cho sự lựa chọn của Chingford và Woodford Green từ đó.
Duncan Smith sinh ra ở Edinburgh và phục vụ trong đội Cảnh sát Scotland từ năm 1975 đến năm 1981, tham quan các tour du lịch ở Bắc Ailen và Rhodesia. Ông gia nhập Đảng Bảo tồn vào năm 1981, và cuối cùng đã thành công William Hague là lãnh đạo Bảo thủ năm 2001; ông đã thắng cuộc bầu cử lãnh đạo một phần do sự ủng hộ của Margaret Thatcher vì niềm tin của ông về Eurosceptic. Duncan Smith là người Công giáo đầu tiên phục vụ như một Nhà lãnh đạo Bảo thủ, và người đầu tiên được sinh ra ở Scotland kể từ Arthur Balfour (1902 - 1905). Trong năm 2010, The Tablet đã đặt tên cho ông ta là một trong những người Công giáo có ảnh hưởng nhất nước Anh.
Nhiều nghị sĩ Đảng Bảo thủ đã xem xét ông không có khả năng giành chiến thắng trong cuộc bầu cử khi ông là lãnh đạo của Đảng Bảo thủ. Năm 2003 các nghị sĩ của ông đã thông qua một cuộc bỏ phiếu không có sự tự tin trong lãnh đạo của ông; ông ngay lập tức từ chức, và Michael Howard làm thay ông. Trở lại các sân sau, ông thành lập Trung tâm Tư pháp xã hội trung tâm, một tổ tư vấn độc lập của Đảng Bảo thủ và trở thành một tiểu thuyết gia được xuất bản. Vào ngày 12 tháng 5 năm 2010, Thủ tướng mới David Cameron đã chỉ định Duncan Smith phục vụ trong Nội các như Ngoại trưởng về Việc làm và Lương hưu. Ông đã từ chức nội các vào ngày 18 tháng 3 năm 2016, trái với lời đề nghị cắt giảm trợ cấp tàn tật của Bộ trưởng Tài chính Anh George Osborne.